# 神谷光信
神谷 光信（かみや みつのぶ、1960年4月19日 - ）は、日本の文学研究者、作家。

## 人物・来歴
横浜市生まれ。神奈川県立七里ガ浜高等学校卒、1984年二松學舍大学文学部卒。1998年慶應義塾大学文学部卒、2017年放送大学大学院文化科学研究科博士後期課程修了、「ポストコロニアル的視座より見た遠藤周作文学の研究 村松剛・辻邦生との比較において明らかにされた、異文化受容と対決の諸相」で学術博士の学位を取得。関東学院大学キリスト教と文化研究所客員研究員。

## 著書
- 『マダム・プアズン』沖積舎, 1991.11
- 『評伝 鷲巣繁男』小沢書店, 1998.12
- 『評伝 和田徹三 形而上詩への道』沖積舎, 2001.6
- 『詩のカテドラル 鷲巣繁男とその周辺』沖積舎, 2002.11
- 『須賀敦子と9人のレリギオ カトリシズムと昭和の精神史』(日外選書fontana) 日外アソシエーツ, 2007.11
- 『ポストコロニアル的視座より見た遠藤周作文学の研究 村松剛・辻邦生との比較において明らかにされた、異文化受容と対決の諸相』関西学院大学出版会, 2017.12
- 『遠藤周作とフランツ・ファノン』デザインエッグ, 2018.2
- 『村松剛　保守派の昭和精神史』法政大学出版局, 2023.4